# Kristotomus masoni
Kristotomus masoni är en stekelart som beskrevs av Gupta 1990. Kristotomus masoni ingår i släktet Kristotomus och familjen brokparasitsteklar. Inga underarter finns listade i Catalogue of Life.